# Bolle blu

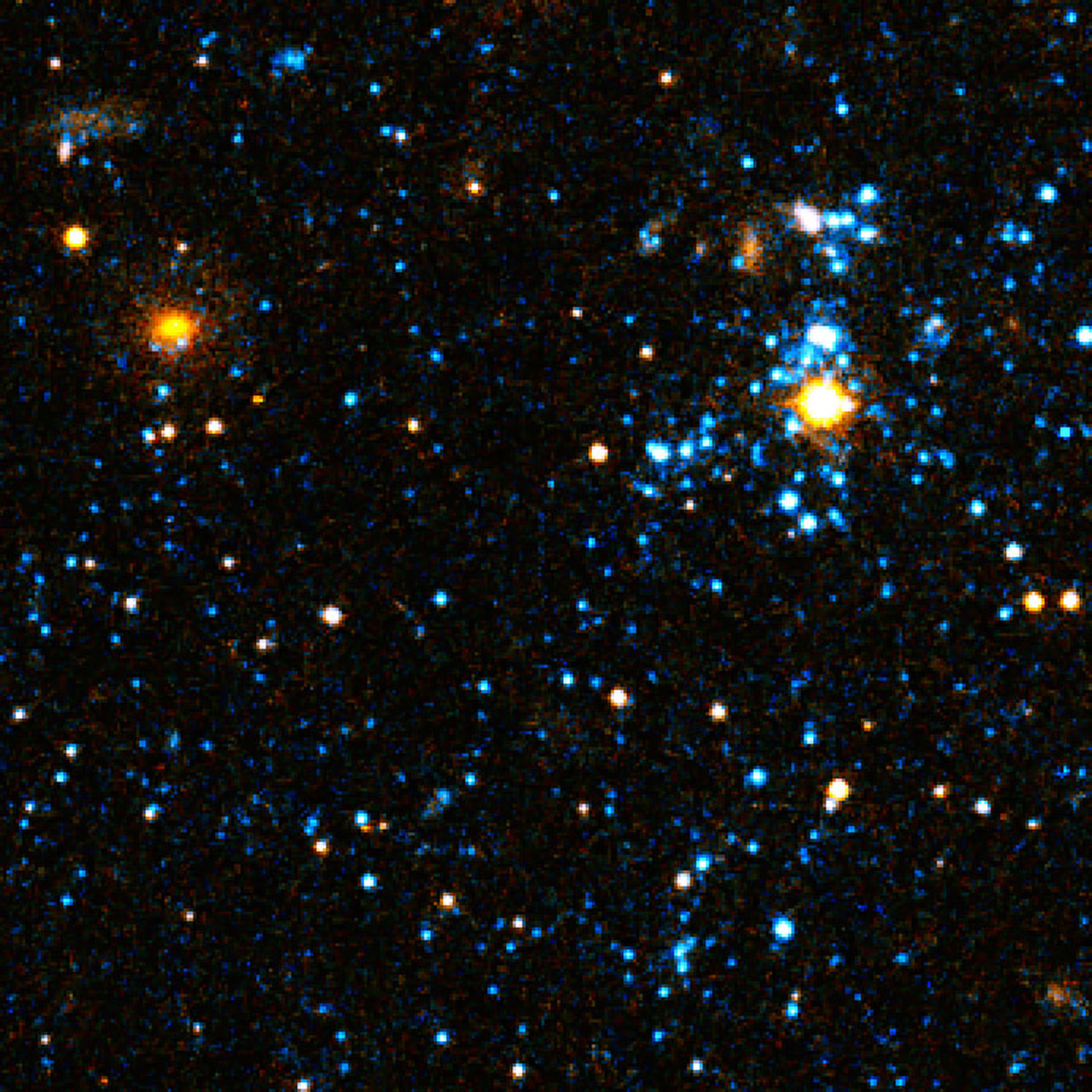
Le Bolle blu riprese dall'Hubble Space Telescope.

Con il termine Bolle blu (in inglese Blue blobs) si indicano agglomerati di stelle non appartenenti a nessuna galassia. La loro formazione avviene probabilmente attraverso collisioni di gas e turbolenze successive.
Nel gennaio 2008, il telescopio spaziale Hubble ha individuato questi agglomerati fra tre galassie in collisione.
Queste stelle sono nate nei vortici creati da uno scontro avvenuto circa 200 milioni di anni fa; il peso di questi agglomerati è di decine di migliaia di masse solari, e non sono mai state studiate in dettaglio.
Esse si trovano lungo un esile ponte di gas che congiunge le galassie in collisione; M81, M82 e NGC 3077 che distano circa 12 milioni di anni luce dalla Terra.
Questo è un luogo dove gli astronomi non si aspettavano di trovare strutture del genere, in quanto i filamenti risultano essere troppo sottili e poveri di gas per far sì che si creassero stelle, perciò esse dovrebbero essersi formate a causa della collisione e dei potenti vortici formatisi, ed hanno dato vita ad alte densità di flussi gassosi.

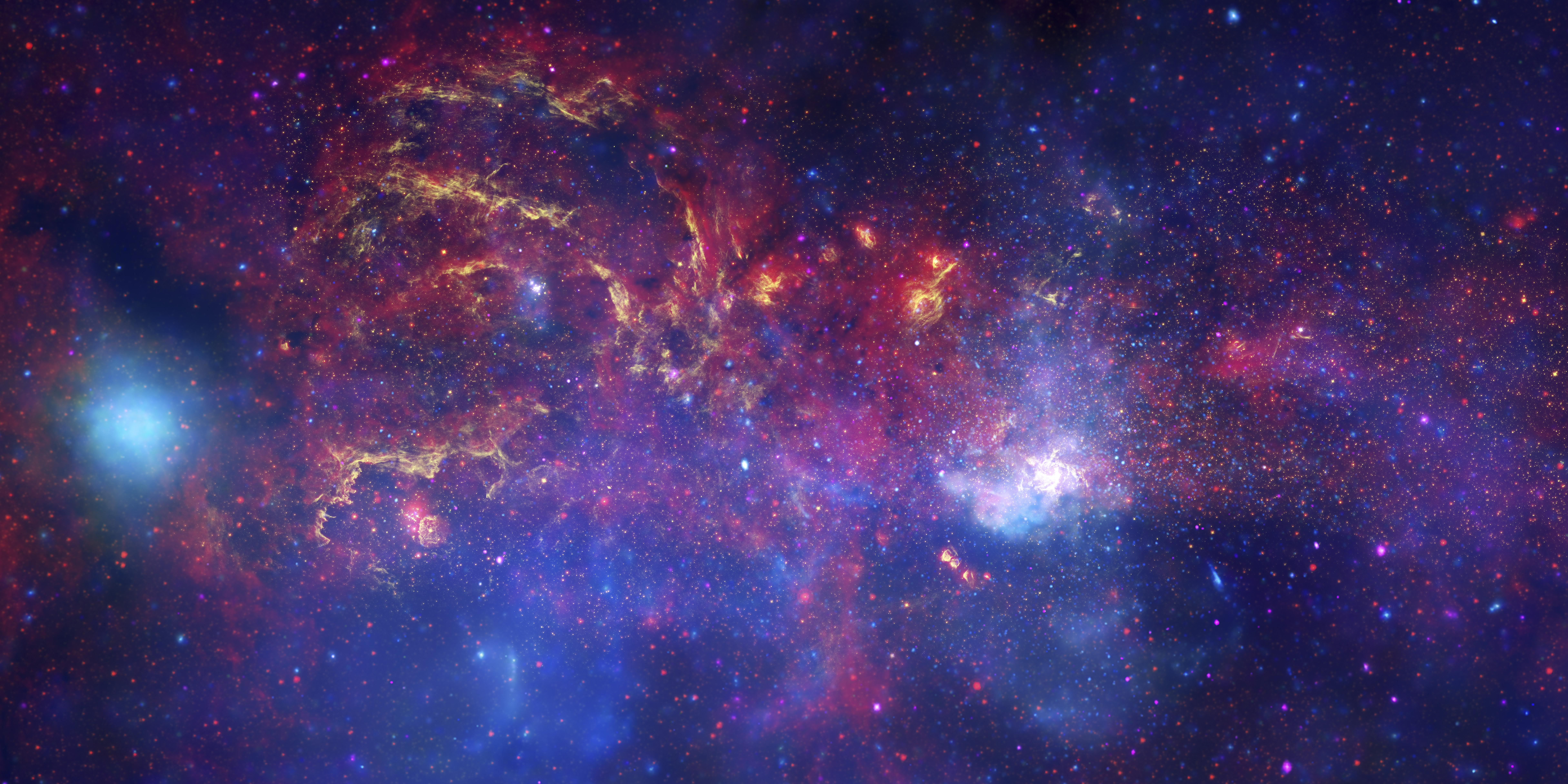
La brillante stella blu a sinistra è l'emissione di un sistema di due stelle contenente o una stella di neutroni o un buco nero. La foto riprende la regione centrale della Via Lattea con una combinazione di tre immagini prese dall'Hubble Space Telescope, dallo Spitzer Space Telescope e dal Chandra X-ray Observatory.

Nell'universo primordiale queste formazioni dovevano essere più numerose perché più frequenti erano le collisioni fra galassie; ma col passare del tempo la maggior parte delle stelle ha ormai bruciato il proprio combustibile o sono esplose arricchendo lo spazio intergalattico di elementi più pesanti.